# Rino Zampilli
Rino Zampilli (* 7. März 1984 in Venafro) ist ein ehemaliger italienischer Radrennfahrer.

## Sportlicher Werdegang
Rino Zampilli gewann 2004 das italienische Eintagesrennen Mailand–Busseto. 2006 wurde er Profi bei dem Professional Continental Team Naturino-Sapore di Mare, für das er jedoch nur eine Saison fuhr. In den folgenden Jahren ging er im jährlichen Wechsel für verschiedene UCI Continental Teams und Vereine an den Start. In der Saison 2009 erzielte er mit zwei Etappenerfolgen bei der Romanian Cycling Tour und einem Etappenerfolg bei der Tour of Szeklerland gleich drei Siege auf der UCI Europe Tour. An diese Erfolge konnte er in den Folgejahren nicht mehr anknüpfen.
Die Saison 2016 beim Team Roth war seine letzte als aktiver Radrennfahrer.

## Erfolge
2009
- zwei Etappen Romanian Cycling Tour
- eine Etappe Tour of Szeklerland